# Back on Track
Albums de DeBarge
Bad Boys
(1987) The Ultimate Collection
(1997)
Back on Track est le sixième album studio de DeBarge (sous le nom The DeBarge Family), sorti le 1er juillet 1991.
Cet album compte la participation de plusieurs membres de la famille DeBarge, après la séparation du groupe en 1989.
En raison d'une promotion limitée de la part du label, Back on Track n'a pas connu le succès.

## Liste des titres
| No | Titre                             | Durée |
| -- | --------------------------------- | ----- |
| 1. | We Need Your Love                 | 5:16  |
| 2. | Coming Home                       | 4:51  |
| 3. | You Can Make It                   | 4:55  |
| 4. | Close to You                      | 4:44  |
| 5. | G.O.O.D. Times                    | 4:14  |
| 6. | Trust in Jesus                    | 4:20  |
| 7. | Ninety-Nine and a Half (Won't Do) | 3:52  |
| 8. | Shine                             | 2:49  |
| 9. | He Will Make a Way                | 4:06  |